# Посёлок дома отдыха имени А. П. Чехова
Посёлок дома отдыха имени А. П. Чехова — населённый пункт в Лучинском сельском поселении Истринского района Московской области.

## Название
Домом отдыха им. А. П. Чехова в советское время именовалась соседняя усадьба Покровское-Рубцово.

## География
Находится примерно в 6 км на юго-запад от Истры, высота над уровнем моря 179 м. С востока примыкает посёлок Пионерский, на севере — Чеховский.

## Население
| 2002 | 2006 | 2010 |
| ---- | ---- | ---- |
| 28   | ↘9   | ↘0   |